# Тешенечи
Те́шенечи (Те́шеничи; в старину также Тешаничи и др.) — деревня (бывшее село) в Брянском районе Брянской области, в составе Добрунского сельского поселения. Расположена в 2 км к западу от Добруни, у автодороги М13. Население — 116 человек (2010).

## История
Впервые упоминается в начале XVII века как существующее село, поместье князей Мещерских; позднее во владении Толбузиных, Безобразовых, Шушериных, Коломниных, Константиновых, Небольсиных. Приходской храм Рождества Богородицы впервые упоминается в 1628 году как разорённый в Смутное время. В 1784 г. усердием местного помещика А.П. Коломнина был построен деревянный храм на каменном фундаменте с двумя алтарями: главный - во имя Рождества Пресвятыя Богородицы и придельный - во имя Святителя и Чудотворца Николая, не сохранился.
В XVII—XVIII вв. входило в состав Подгородного стана Брянского уезда; с 1861 по 1924 в Елисеевской волости Брянского (с 1921 — Бежицкого) уезда. В 1895 году была открыта земская школа.
В 1924—1929 гг. — в Бежицкой волости; с 1929 года в Брянском районе.
До 1954 года — центр Тешеничского сельсовета, позднее в Добрунском сельсовете. В 1964 к деревне присоединён посёлок Починок.

## Интересные факты
- Имеются косвенные свидетельства пребывания в Тешеничах (около 1792 года) будущего известного баснописца И. А. Крылова[3].